# Thawville
Thawville – wieś w Stanach Zjednoczonych, w stanie Illinois, w hrabstwie Iroquois.